# Бабаян, Андраник Александрович
Андра́ник Алекса́ндрович Бабая́н (род. 19 октября 1975, Минеральные Воды, Ставропольский край) — российский футболист, нападающий. Мастер спорта России по футболу. Тренер категории UEFA Pro.

## Клубная карьера
Воспитанник ДЮСШ-1 города Минеральные Воды. Карьеру начал в 1992 году в местном «Локомотиве» в первенстве Второй лиги. Два следующих сезона провёл в дубле московского «Локомотива» во Второй и Третьей профессиональных лигах на позиции левого защитника и полузащитника — 64 игры, 2 гола. Вернувшись в родной «Локомотив» в 1995 году, отыграл следующие 2 сезона в Третьей лиге на позиции нападающего — 48 игр, 28 голов. Четыре следующих сезона отыграл в «Волгаре-Газпроме» — 74 игры, 25 голов во Втором дивизионе (1997—1998), 46 игр, 9 голов в Первом дивизионе (1999—2000). Вторую половину сезона-2000 отыграл в минераловодском «Локомотиве-Тайм» в первенстве КФК, в составе которого стал победителем первенства Южного федерального округа, а также чемпионом России среди всех победителей региональных турниров КФК (20 игр, 14 голов). Затем играл за ставропольское «Динамо» (2001), «Химки» (2002), «Кузбасс-Динамо» (2002), «Волгарь-Газпром» (2003), «Лукойл» (2004), «Машук-КМВ» (2005), «Судостроитель» (2006), «Локомотив-КМВ» (2007).

## Тренерская карьера
С 2008 года — тренер «Волгаря-Газпрома», с 2011 года — старший тренер «Волгаря». С 17 января 2018 года — главный тренер «Волгаря», ФНЛ. В июне 2018 года стал главным тренером клуба Премьер-лиги Армении «Арарат-Армения». Однако за три дня до начала чемпионата покинул клуб. С сентября 2018 года по апрель 2019 года — старший тренер «Алашкерта». С декабря 2019 года — главный тренер молодёжной команды «Волгаря». В октябре 2021 года вновь возглавил главную команду. По завершении срока действия контракта покинул «Волгарь» 6 июня 2023 года. 7 июня 2023 года возглавил ульяновскую «Волгу», подписав с клубом трёхлетний контракт. 17 мая 2024 года расторг контракт с клубом по согласию сторон. В июле 2024 года — ассистент главного тренера в дзержинском «Химике». 3 декабря 2024 года стал главным тренером «Астрахани».

## Достижения
- Победитель зоны «Юг» Второго дивизиона: 1998
- Серебряный призёр Второго дивизиона (3): 2001 и 2005 (зона «Юг»), 2004 (зона «Урал-Поволжье»)